# Позитивизам
Позитивизам (енгл. positivism) јесте учење које се заснива искључиво на чињеницама. Позитивизам негира метафизику и покушава свој предмет да опише онако какав јесте, без стварања хипотеза и претпоставки какав би могао бити. Овај приступ може да се назове и описним односно дескриптивним. Позитивизам је сматрао, а и данас су видљиви остаци оваквог мишљења, да је такав приступ ближи методи природних наука. Ову илузију разбила је теорија сазнања у XX веку (Сер Карл Попер, Имре Лакатош, Пол Фајерабенд и други), али и сама наука XX века са спектакуларним и крајње антипозитивистичким теоријама квантне механике и релативности. Њему супротан је нормативни приступ, који чешће сусрећемо у друштвеним наукама.
Зачетник позитивистичке теорије је Огист Конт (фр. Auguste Comte), који је сматрао да се друштвени феномени могу проучавати методама природних наука. Позитивистички приступ доминирао је у социологији све до Другог светског рата. Након рата, под утицајем академске социологије у САД и Француској, његова популарност опада углавном због разорне критике других гледишта (функционализам, структурализам, марксизам) која су нудила боља решења, и тако постала модернија. Најизраженији позитивистички приступ у социологији налази се код Емила Диркема у делу Правила социолошке методе. Позитивистички приступ у социологији полази од следећих претпоставки:
1. нуди радикалну алтернативу свим дотадашњим филозофским мишљењима и идејама
2. критикује феудални поредак испуњен крутом и беживотном спекулацијом коју ће заменити рационална мисао и искуствене чињенице
3. егзактност, практичност и конструктивност сваког позитивистичког става огледа се у операционализацији и искуственој верификацији
4. захваљујући присуству позитивне науке, техничка питања се лакше решавају
5. својом научном неутралношћу јасно разграничава научно од идеолошког
6. по узору на природне науке користи егзактну прецизну методу у проучавању човека и друштва и тако долази до чињеница темељених на искуственом материјалу;
7. садржаји вредносних судова и нормативних исказа не могу се искуствено проверити и практично применити због њихове ненаучне ваљаности.

Социолошки позитивизам сматра да друштво, као и физички свет, функционише у складу са општим законима. Интроспективно и интуитивно знање се одбацује, као и метафизика и теологија, јер се метафизичке и теолошке тврдње не могу проверити чулним искуством. Иако је позитивистички приступ рекурентна тема у историји западњачке мисли, савремени приступ формулисао је филозоф Огист Конт почетком 19. века. Конт је тврдио да, као што физички свет делује у складу са гравитацијом и другим апсолутним законима, тако делује и друштво.

## Преглед

### Претходници
Позитивизам је део генералније древне свађе несугласице филозофије и поезије, коју је посебно изнео Платон, а касније преформулисао као несугласицу између наука и хуманистике. Платон критику поезије са становишта филозофије разрађује у својим дијалозима Федр 245а, Симпозијум 209а, Република 398а, Закони 817 б–д и Јон. Вилхелм Дилтај (1833–1911) популаризовао је разлику између науке ума (хуманистичке науке) и природних наука.
Разматрање да закони у физици можда нису апсолутни, већ релативни, и ако је то случај, ово би могло тачније да се односи на друштвене науке, другачије је изразио Г. Б. Вико 1725. године. Вицо је, за разлику од позитивистичког покрета, истицао супериорност науке о људском уму (хуманистике, другим речима), на основу тога што природне науке не казују ништа о унутрашњим аспектима ствари.

## Позитивизам у друштвеним наукама

### Контов позитивизам
Огист Конт (1798–1857) је први пут описао епистемолошку перспективу позитивизма у Курсу позитивне филозофије, серији текстова објављених између 1830. и 1842. Након ових текстова 1844. је уследио Општи поглед на позитивизам (објављен на француском 1848. и енглеском 1865. године). Прва три тома Курса углавном су се бавила физичким наукама које већ постоје (математика, астрономија, физика, хемија, биологија), док су последња два наглашавала неизбежно приспеће друштвених наука. Посматрајући кружну зависност теорије и посматрања у науци, и класификујући науке на овај начин, Конт се може сматрати првим филозофом науке у модерном смислу те речи. За њега су физичке науке нужно морале да стигну прве, пре него што је човечанство могло адекватно да усмери своје напоре у најизазовнију и најсложенију „краљицу науку“ само људско друштво. Његов поглед на позитивизам стога је имао за циљ да дефинише емпиријске циљеве социолошке методе:
Најважнија ствар коју је требало утврдити био је природни поредак у коме науке стоје - не како би се учинило да стоје, већ како морају да стоје, без обзира на било чије жеље... Ово је Конт постигао тако што је за критеријум позиције сваке узео степен онога што је назвао „позитивношћу”, што је једноставно степен до којег се феномени могу тачно одредити. Ово је, као што се лако може видети, такође мера њихове релативне сложености, пошто је тачност науке у обрнутој пропорцији са њеном сложеношћу. Степен егзактности или позитивности је, штавише, мера у којој се она може подвргнути математичкој демонстрацији, те је стога математика, која сама по себи није конкретна наука, опште мерило којим се одређује позиција сваке науке. Уопштавајући тако, Конт је открио да постоји пет великих група феномена једнаке класификационе вредности, али сукцесивно опадајуће позитивности. Њима је дао имена астрономија, физика, хемија, биологија и социологија.— Лестер Ф. Вард, Обриси социологије (1898), 
Конт је понудио приказ друштвене еволуције, предлажући да друштво пролази кроз три фазе у својој потрази за истином према општем „закону три фазе“. Конт је намеравао да развије секуларно-научну идеологију по узору на европску секуларизацију.
Контове фазе су биле (1) теолошка, (2) метафизичка и (3) позитивна. Теолошка фаза човека била је заснована на свесрдном веровању да су све ствари референце на Бога. Бог је, каже Конт, владао над људским постојањем пре просветљења. Место човечанства у друштву било је вођено његовим повезивањем са божанским присуством и црквом. Теолошка фаза се бави тиме што човечанство прихвата доктрине цркве (или места богослужења) уместо да се ослања на своје рационалне способности да истражује основна питања о постојању. Она се бавила ограничењима која је у то време поставила верска организација и потпуним прихватањем било које „чињенице“ у коју би друштво могло да верује.
Конт описује метафизичку фазу човечанства као време од просветитељства, време прожето логичким рационализмом, до времена непосредно после Француске револуције. Ова друга фаза наводи да су универзална права човечанства најважнија. Централна идеја је да човечанство има одређена права која се морају поштовати. У овој фази, демократије и диктатори су се дизали и падали у покушајима да одрже урођена права човечанства.
Завршна фаза трилогије Контовог универзалног закона је научна, или позитивна, фаза. Централна идеја ове фазе је да су индивидуална права важнија од владавине било које особе. Конт је изјавио да идеја о способности човечанства да управља собом чини ову фазу инхерентно другачијом од осталих. Не постоји виша сила која управља масама и интрига било које особе може постићи било шта на основу слободне воље тог појединца. Трећи принцип је најважнији у позитивној фази. Ове три фазе Конт назива универзалним правилом у односу на друштво и његов развој. Ни до друге ни треће фазе се не може доћи без завршетка и разумевања претходне фазе. Све фазе морају бити завршене у току.
Конт је веровао да је уважавање прошлости и способност да се на њој гради ка будућности кључно за прелазак са теолошких и метафизичких фаза. Идеја напретка била је централна у Контовој новој науци, социологији. Социологија би „довела до историјског разматрања сваке науке“ јер „историја једне науке, укључујући и чисту политичку историју, не би имала смисла осим ако није повезана са проучавањем општег напретка читавог човечанства“. Како би рекао Конт: „из науке долази предвиђање; из предвиђања долази акција“. То је филозофија људског интелектуалног развоја која је кулминирала у науци. Иронија овог низа фаза је да иако је Конт покушао да докаже да људски развој мора да прође кроз ове три фазе, изгледа да је позитивистичка фаза далеко од реализације. Ово је због две истине: позитивистичка фаза захтева потпуно разумевање универзума и света око нас и захтева да друштво никада не сме да зна да ли је у овој позитивистичкој фази. Ентони Гиденс тврди да пошто човечанство непрестано користи науку да открије и истражује нове ствари, човечанство никада не напредује даље од друге метафизичке фазе.
Контова слава у данашње време делимично дугује Емилу Литреу, који је основао Позитивистички прегле 1867. Као приступ филозофији историје, позитивизам су присвојили историчари попут Иполита Тена. Многе Контове списе на енглески је превела виговачка списатељица Харијет Мартино, коју неки сматрају првом женском социологом. Дебате и даље трају о томе колико је Конт присвојио од рада свог ментора, Сен Симона.. Он је ипак био утицајан: бразилски мислиоци су се окренули Контовим идејама о обуци научне елите како би бриљирали у процесу индустријализације. Бразилски национални мото, Ordem e Progresso („Ред и напредак“) преузет је из мота позитивизма „Љубав као принцип, ред као основа, напредак као циљ“, који је такође био утицајан у Пољској.
У каснијем животу, Конт је развио 'религију човечанства' за позитивистичка друштва како би испунио кохезивну функцију коју је некада имало традиционално богослужење. Године 1849, предложио је календарску реформу под називом 'позитивистички календар'. Његов блиски сарадник Џон Стјуарт Мил је правио разлику између „доброг Конта“ (аутора Курса позитивне филозофије) и „лошег Конта“ (аутора секуларно-религијског система). Систем је био неуспешан, али се суочио са објављивањем Дарвинове књиге О пореклу врста да би утицао на пролиферацију различитих секуларних хуманистичких организација у 19. веку, посебно кроз рад секулариста као што су Џорџ Холиоак и Ричард Конгрив. Иако су Контови енглески следбеници, укључујући Џорџа Елиота и Харијет Мартино, највећим делом одбацили пуну мрачну палету његовог система, допала им се идеја о религији човечанства и његова наредба да се „vivre pour autrui“ („живи за друге“, одакле потиче реч „алтруизам“).